# Bangalijst
Een bangalijst is een lijst, vaak via internet verspreid, met namen van vrouwen of meisjes die volgens de opsteller(s) van de lijst er een losse seksuele moraal op na houden – en 'dus' gemakkelijk te versieren zouden zijn. Het woord "banga" is een Surinaams woord voor "slet" dat veel in jongerentaal in Nederland voorkomt. Het is tevens verwant met het Engelse werkwoord "to bang", hetgeen slang is voor "seks hebben" (vergelijk: gangbang). Het woord verscheen voor het eerst in 2012 in het Algemeen Dagblad, dat melding maakte van het circuleren op de social media van dergelijke lijstjes onder scholieren. Het werd dat jaar genomineerd door Van Dale als Woord van het Jaar.
In maart 2024 gingen onder Utrechtse studenten twee bangalijsten rond. In april van dat jaar werden twee twintigjarige mannen opgepakt voor het opstellen van een dergelijke lijst. Ze werden verdacht van belediging, smaad en/of laster. Deze mannen zouden een rol gaan spelen in een programma ter verbetering van de omgangsvormen binnen de bij het Utrechtsch Studenten Corps aangesloten studentenhuizen.